# Dagmar Hermann
Dagmar Hermann (31. Oktober 1918 in Wien – 3. August 1997 ebenda) war eine österreichische Opernsängerin (Alt).

## Leben
Ihr erstes Engagement führte Hermann an die Oper in Brünn. 1946 wurde sie an die Wiener Staatsoper verpflichtet, deren Ensemblemitglied sie lange Jahre blieb. In den Jahren 1948 bis 1954 trat Hermann in wichtigen Rollen bei den Salzburger Festspielen auf, u. a. als Annina im Rosenkavalier und als Dorabella in Così fan tutte. Gastspiele führten die Sängerin an die Scala, die Pariser Oper und das Teatro Liceu in Barcelona, nach Catania, Bordeaux und Brüssel. Die Hermann sang unter berühmten Dirigenten wie Karl Böhm, Ferenc Fricsay, Wilhelm Furtwängler, Josef Krips, Rudolf Moralt oder George Szell und übernahm Solopartien in zahlreichen Oratorien. Mehrere Schallplattenaufnahmen und Mitschnitte aus Opernaufführungen halten ihre Stimme fest.
Sie führte eine kurze Ehe mit dem Bariton Hans Braun.